# Forte Cavour
Il forte Cavour - già forte Palmaria - è una fortificazione situato sulla vetta dell'isola Palmaria, nel comune di Portovenere, in provincia della Spezia. Fa parte del sistema fortificato del Golfo della Spezia.
Di proprietà del Ministero della Difesa, se pur in disuso, assieme al forte Umberto I e alla Batteria del Semaforo, fa parte delle postazioni difensive della Palmaria nell'ambito del Sistema fortificato del Golfo della Spezia.

## Storia e descrizione
Fu durante il periodo napoleonico della Repubblica Ligure, nel 1808, che prese corpo l'ipotesi di edificare un fortilizio a protezione e dominio della Palmaria e dell'Arcipelago Spezzino; un primo abbozzo fu disegnato del generale francese François Chasseloup-Laubat.
Tuttavia il progetto in concreto prese corpo più tardi, con l'avvento del Regno di Sardegna, che incaricò un'apposita commissione (1849) già impegnata, tra l'altro, di studiare il trasferimento dell'attività militare della Marina da Genova alla Spezia; il progetto fu presentato dal capitano del Genio sardo Ernesto Belli tra il 1857 e il 1859 e portato al suo compimento edilizio già nel 1861.
L'evolversi dell'architettura militare e dei vari armamenti ne modificarono, nel tempo, la struttura primaria costituita (adottando anche caratteristiche del primo progetto francese) una totale copertura della caserma (a prova di bomba) con un buon spessore di calcestruzzo, strati di terra vegetale e canalizzazioni per l'acqua piovana. Prevista come una fortezza a due piani, il forte Cavour, circondato da un fossato e da due cavalieri di levante e ponente come da disegno napoleonico, fu edificato invece in un unico piano mantenendone la capienza di 330 uomini prevista.
Nel 1880 alla struttura venne aggiunta una batteria armata di 6 obici da 28 cm - a cui se ne aggiunse un'altra agli inizi del XX secolo (obici da 305/17) - e postazioni antiaeree negli anni trenta.
Il forte presenta un fronte di 450 metri e disponeva come armamento di sei obici da 280/16 GRC, nella batteria centrale, ventuno obici da 240 mm GRC (dieci sul cavaliere di levante e undici su quello di ponente) e otto cannoni rispettivamente da 120 mm GR e 90 BR.
Oggi l'ottocentesca fortezza è in stato di abbandono e degrado e, in quanto area militare, non è visitabile. Una tesi di laurea del 2022 ha proposto un intervento di recupero funzionale del forte Palmaria.
Come altri forti del sistema difensivo del Golfo, anche il forte Cavour è incluso nel Catalogo Generale dei Beni Culturali Italiani.